# Daño colateral

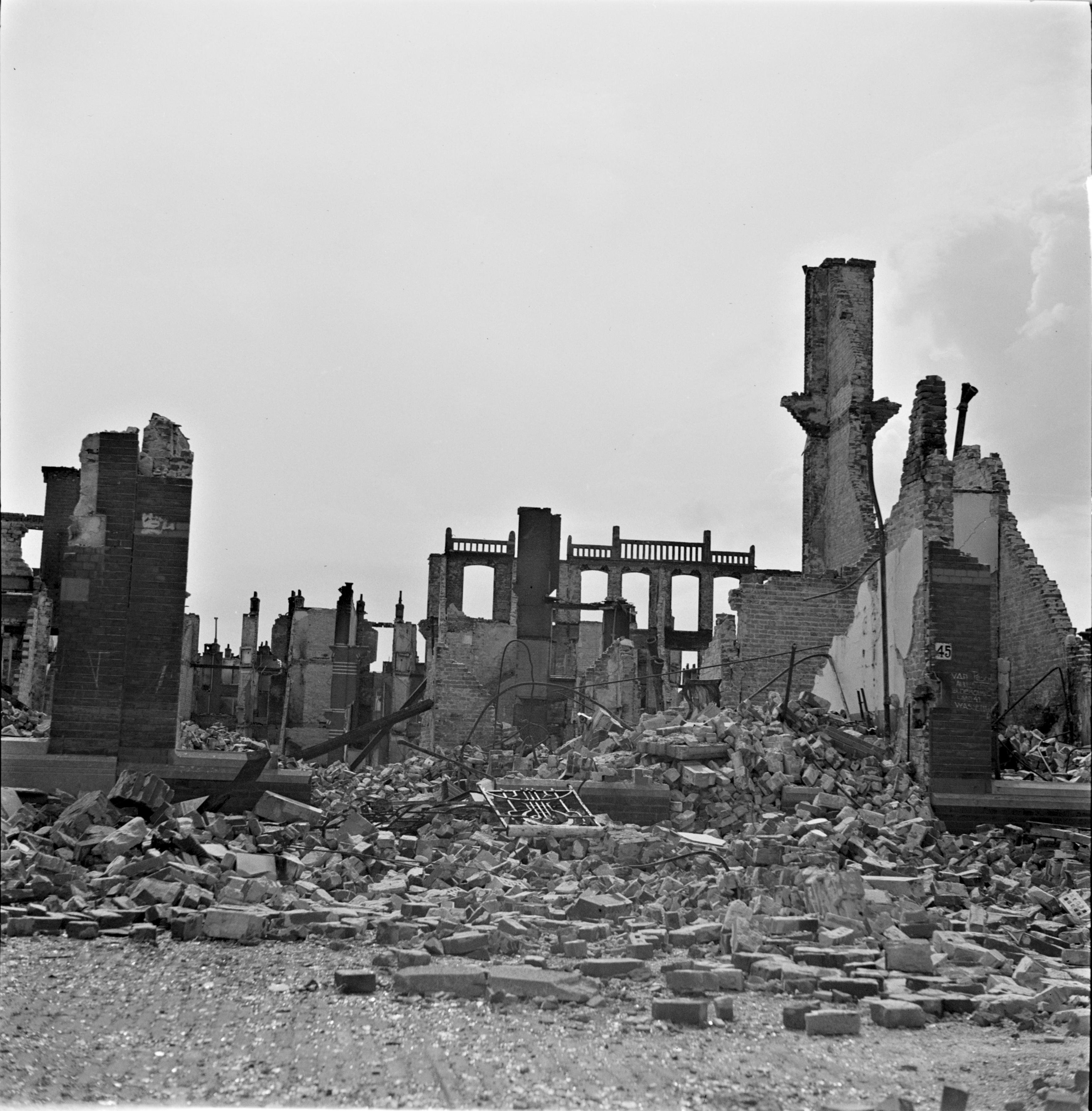
El bombardeo del barrio de Bezuidenhout en La Haya tuvo como consecuencia la muerte de más de 500 civiles neerlandeses.

Daño colateral (en inglés: collateral damage) es un eufemismo utilizado para referirse a las muertes, heridos y daños no intencionados que se producen como resultado de una operación militar legítima.
El término fue acuñado por el ejército de los Estados Unidos durante la guerra de Vietnam, y puede referirse a fuego amigo o al asesinato de civiles y destrucción de sus propiedades.

## Definiciones
El término ha estado en uso por tanto tiempo que se ha extendido su uso en las fuerzas militares en general, significando "daño no intencional o daño accidental que afecta construcciones, equipos o personal, y que ocurre como resultado de acciones militares dirigidas contra blancos enemigos como ser equipamiento o tropas. Este tipo de daño puede afectar a fuerzas amigas, neutrales o aún enemigas."
Etimológicamente, la expresión "daño colateral" probablemente fue utilizada militarmente en sus orígenes más como un término que enmascaraba su significado real que como un eufemismo, dado que el adjetivo "colateral" no parece haber sido utilizado como un sinónimo de "sin intención" o "accidental". "Colateral" proviene del latín medieval 'collateralis', col '‘junto con + lateralis (de latus, later- ‘lado’ ) y es utilizado principalmente en inglés como un sinónimo de "adicional" en ciertas expresiones. Sin embargo, "colateral" puede a veces significar "adicional pero subordinado" o "secundario", y es este significado específico de una palabra un tanto oscura de la lengua inglesa el que ha sido recogido y ampliado por la expresión militar "daño colateral."

## Ejemplos
Entre otros casos, la expresión ha sido empleada en las siguientes ocasiones:
- El 7 de mayo de 1999 Estados Unidos destruyó la embajada de China en Belgrado con misiles guiados JDAM. La CIA alegó posteriormente que habían cometido un error al identificar a la embajada como una fábrica de explosivos yugoslava.

- El 30 de julio de 2006 Israel bombardeó una vivienda en Qana que alojaba mujeres y niños en lo que se indicó era un ataque a un sitio de lanzamiento de cohetes de Hezbolá.[4] No hubo militantes heridos.

El término "daño colateral" llegó al gran público durante la guerra del Golfo Pérsico en 1991 durante los informes militares televisados, y era utilizado para referirse a las víctimas civiles durante el bombardeo de Irak.
La frase fue también citada tras el atentado de Oklahoma City contra el Edificio Federal Alfred P. Murrah, perpetrado en abril de 1995 por Timothy McVeigh. Según McVeigh (que llevó a cabo el ataque terrorista en respuesta al asedio de Waco de 1993), las 168 personas que fallecieron en el edificio Murrah, incluidos 19 niños, eran simplemente "daño colateral". McVeigh declaró que había aprendido el término mientras servía en la guerra del Golfo.
En general, si la destrucción de un objetivo militar supone una ventaja táctica y si en el proceso de destrucción de ese objetivo deben ser asesinados civiles indefensos e inocentes, ese asesinato se convierte en daño colateral por suceder en el proceso de alcanzar un fin superior.

## Otros usos
El término ha sido utilizado también en el ámbito de la computación para referirse a los legítimos usuarios que son privados de servicios cuando los administradores de los sistemas toman en ciertas oportunidades, medidas de bloqueo preventivas contra individuos que están perturbando el normal funcionamiento de los sistemas. Por ejemplo, las listas negras utilizadas para combatir el Spam vía correo electrónico generalmente bloquean rangos completos de IP en lugar de los IP específicos asociados al spam, por lo que pueden producir que legítimos usuarios con IP dentro del rango censurado pierdan la capacidad de enviar correo electrónico a ciertos dominios.